# Dayton Lummis
Dayton Lummis (Summit, 8 agosto 1903 – Santa Monica, 23 marzo 1988) è stato un attore statunitense.
Ha recitato in oltre 50 film dal 1952 al 1970 ed è apparso in oltre 80 produzioni televisive dal 1946 al 1975. È stato accreditato anche con il nome Dayton Lumis.

## Biografia
Dayton Lummis nacque a Summit, in New Jersey, l'8 agosto 1903. Intraprese la carriera di attore fin da giovane. A 24 anni fu inserito nella compagnia teatrale Russell Stock Company, attiva in California, mentre fece il suo debutto a Broadway nel 1943. Debuttò poi in televisione nel 1946 nel film thriller Sorry, Wrong Number (trasmesso il 30 gennaio 1946 su WCBS-TV, emittente dello Stato di New York) diretto da Frances Buss e John Houseman e al cinema nel 1952.
Per la televisione, interpretò, tra gli altri, il ruolo del dottor Walter Stewart in tre episodi della serie televisiva Lassie dal 1954 al 1955, del marshal Andy Morrison in 9 episodi della serie Lo sceriffo indiano dal 1959 al 1960 e numerosi altri personaggi secondari e apparizioni come guest star in molti episodi di serie televisive degli anni 50 ai primi anni 70, in particolare in quelle di genere western. Per il cinema, interpretò il ruolo di Messala in Giulio Cesare nel 1953 e quello del re Mark nel film del 1962 L'ammazzagiganti.
La sua ultima apparizione sul piccolo schermo avvenne nell'episodio The Angry Land della serie televisiva Gunsmoke, andato in onda il 3 febbraio 1975, che lo vede nel ruolo di Mr. Holmby, mentre per il grande schermo l'ultima interpretazione risale al film Moonfire del 1970 in cui interpreta Fuentes.
Morì a Santa Monica, in California, il 23 marzo 1988.

## Filmografia

### Cinema
- Red Planet Mars, regia di Harry Horner (1952)
- The Winning Team, regia di Lewis Seiler (1952)
- Il pugilatore di Sing Sing (Breakdown), regia di Edmond Angelo (1952)
- I miserabili (Les Miserables), regia di Lewis Milestone (1952)
- Something for the Birds, regia di Robert Wise (1952)
- Altra bandiera (Operation Secret), regia di Lewis Seiler (1952)
- Paradiso notturno (Bloodhounds of Broadway), regia di Harmon Jones (1952)
- Perdonami se mi ami (Because of You), regia di Joseph Pevney (1952)
- Ruby fiore selvaggio (Ruby Gentry), regia di King Vidor (1952)
- L'avventuriero della Luisiana (The Mississippi Gambler), regia di Rudolph Maté (1953)
- Tangier Incident, regia di Lew Landers (1953)
- L'uomo nell'ombra (Man in the Dark), regia di Lew Landers (1953)
- Port Sinister, regia di Harold Daniels (1953)
- Schiava e signora (The President's Lady), regia di Henry Levin (1953)
- Giulio Cesare (Julius Caesar), regia di Joseph L. Mankiewicz (1953)
- Desiderio di donna (All I Desire), regia di Douglas Sirk (1953)
- La spada di Damasco (The Golden Blade), regia di Nathan Juran (1953)
- Avventura in Cina (China Venture), regia di Don Siegel (1953)
- Come sposare un milionario (How to Marry a Millionaire), regia di Jean Negulesco (1953)
- La storia di Glenn Miller (The Glenn Miller Story), regia di Anthony Mann (1954)
- Dragon's Gold, regia di Jack Pollexfen, Aubrey Wisberg (1954)
- La morsa si chiude (Loophole), regia di Harold D. Schuster (1954)
- La principessa del Nilo (Princess of the Nile), regia di Harmon Jones (1954)
- Demetrio e i gladiatori (Demetrius and the Gladiators), regia di Delmer Daves (1954)
- L'ammutinamento del Caine (The Caine Mutiny), regia di Edward Dmytryk (1954)
- Ritorno all'isola del tesoro (Return to Treasure Island), regia di Ewald André Dupont (1954)
- Sangue e metallo giallo (The Yellow Mountain), regia di Jesse Hibbs (1954)
- Ventimila leghe sotto i mari (20000 Leagues Under the Sea), regia di Richard Fleischer (1954)
- Il principe degli attori (Prince of Players), regia di Philip Dunne (1955)
- Il figliuol prodigo (The Prodigal), regia di Richard Thorpe (1955)
- A Man Called Peter, regia di Henry Koster (1955)
- High Society, regia di William Beaudine (1955)
- La tela del ragno (The Cobweb), regia di Vincente Minnelli (1955)
- Mia sorella Evelina (My Sister Eileen), regia di Richard Quine (1955)
- Il treno del ritorno (The View from Pompey's Head), regia di Philip Dunne (1955)
- Sudden Danger, regia di Hubert Cornfield (1955)
- I pionieri dell'Alaska (The Spoilers), regia di Jesse Hibbs (1955)
- Corte marziale (The Court-Martial of Billy Mitchell), regia di Otto Preminger (1955)
- L'arma del ricatto (Over-Exposed), regia di Lewis Seiler (1956)
- La storia del generale Houston (The First Texan), regia di Byron Haskin (1956)
- Il giglio nero (The Bad Seed), regia di Mervyn LeRoy (1956)
- La rivolta dei cowboys (Showdown at Abilene), regia di Charles F. Haas (1956)
- Il ladro (The Wrong Man), regia di Alfred Hitchcock (1956)
- Quando la bestia urla (Monkey on My Back), regia di André De Toth (1957)
- L'uomo che non voleva uccidere (From Hell to Texas), regia di Henry Hathaway (1958)
- Frenesia del delitto (Compulsion), regia di Richard Fleischer (1959)
- Il figlio di Giuda (Elmer Gantry), regia di Richard Brooks (1960)
- The Music Box Kid, regia di Edward L. Cahn (1960)
- Spartacus, regia di Stanley Kubrick (1960)
- The Flight That Disappeared, regia di Reginald Le Borg (1961)
- Deadly Duo, regia di Reginald Le Borg (1962)
- L'ammazzagiganti (Jack the Giant Killer), regia di Nathan Juran (1962)
- Beauty and the Beast, regia di Edward L. Cahn (1962)
- Quella strana condizione di papà (Papa's Delicate Condition), regia di George Marshall (1963)
- Moonfire, regia di Michael Parkhurst (1970)

### Televisione
- Sorry, Wrong Number – film TV (1946)
- Believe It or Not – serie TV, un episodio (1950)
- Lights Out – serie TV, episodio 3x08 (1950)
- Missione pericolosa (Dangerous Assignment) – serie TV, 2 episodi (1952)
- Squadra mobile (Racket Squad) – serie TV, un episodio (1952)
- Mr. & Mrs. North – serie TV, un episodio (1952)
- China Smith – serie TV, un episodio (1952)
- Il cavaliere solitario (The Lone Ranger) – serie TV, un episodio (1953)
- Your Jeweler's Showcase – serie TV, un episodio (1953)
- Topper – serie TV, episodio 1x13 (1954)
- Waterfront – serie TV, un episodio (1954)
- Dragnet – serie TV, un episodio (1954)
- The George Burns and Gracie Allen Show – serie TV, un episodio (1954)
- The Public Defender – serie TV, un episodio (1954)
- Rocky Jones, Space Ranger – serie TV, 6 episodi (1954)
- Four Star Playhouse – serie TV, 2 episodi (1954)
- Lassie – serie TV, 3 episodi (1954-1955)
- The Whistler – serie TV, 3 episodi (1954-1955)
- Lucy ed io (I Love Lucy) – serie TV, 3 episodi (1953-1955)
- Cavalcade of America – serie TV, 3 episodi (1953-1955)
- Schlitz Playhouse of Stars – serie TV, 2 episodi (1955)
- Navy Log – serie TV, episodio 1x06 (1955)
- Letter to Loretta – serie TV, 5 episodi (1954-1956)
- Crossroads – serie TV, episodi 1x01-1x36 (1955-1956)
- I segreti della metropoli (Big Town) – serie TV, un episodio (1956)
- The Life of Riley – serie TV, 2 episodi (1956)
- Screen Directors Playhouse – serie TV, episodio 1x31 (1956)
- Wire Service – serie TV, episodio 1x02 (1956)
- Crusader – serie TV, episodio 2x08 (1956)
- On Trial – serie TV, un episodio (1957)
- The Adventures of Jim Bowie – serie TV, un episodio (1957)
- You Are There – serie TV, un episodio (1957)
- Le avventure di Charlie Chan (The New Adventures of Charlie Chan) – serie TV, un episodio (1957)
- Man Without a Gun – serie TV, un episodio (1957)
- Telephone Time – serie TV, un episodio (1957)
- Lux Video Theatre – serie TV, 10 episodi (1954-1957)
- General Electric Theater – serie TV, 5 episodi (1953-1957)
- Matinee Theatre – serie TV, 5 episodi (1956-1958)
- Alfred Hitchcock presenta (Alfred Hitchcock Presents) – serie TV, 3 episodi (1956-1958)
- Le grandi fiabe (Shirley Temple's Storybook) – serie TV, un episodio (1958)
- Playhouse 90 – serie TV, 2 episodi (1958)
- Il tenente Ballinger (M Squad) – serie TV, un episodio (1958)
- Suspicion – serie TV, un episodio (1958)
- Bitter Heritage – film TV (1958)
- Buckskin – serie TV, un episodio (1958)
- Goodyear Theatre – serie TV, 2 episodi (1958-1959)
- State Trooper – serie TV, un episodio (1959)
- December Bride – serie TV, un episodio (1959)
- Yancy Derringer – serie TV, episodio 1x33 (1959)
- Markham – serie TV, un episodio (1959)
- Make Room for Daddy – serie TV, 3 episodi (1953-1960)
- Lock-Up – serie TV, episodi 1x07-1x21 (1959-1960)
- Lo sceriffo indiano (Law of the Plainsman) – serie TV, 9 episodi (1959-1960)
- The Lawless Years – serie TV, un episodio (1960)
- Avventure lungo il fiume (Riverboat) – serie TV, un episodio (1960)
- Philip Marlowe – serie TV, episodio 1x19 (1960)
- The Rifleman – serie TV, 2 episodi (1960)
- Death Valley Days – serie TV, 2 episodi (1960)
- Angel – serie TV, un episodio (1960)
- The Renegade, regia di David Mainwaring – film TV (1960)
- Laramie – serie TV, un episodio (1961)
- The Americans – serie TV, episodio 1x08 (1961)
- Sugarfoot – serie TV, episodio 4x09 (1961)
- Miami Undercover – serie TV, un episodio (1961)
- Cheyenne – serie TV, un episodio (1961)
- Outlaws – serie TV, episodi 2x12-2x23 (1961-1962)
- Thriller – serie TV, 2 episodi (1960-1962)
- Ripcord – serie TV, episodio 2x08 (1962)
- Avventure in paradiso (Adventures in Paradise) – serie TV, episodio 3x17 (1962)
- Alcoa Premiere – serie TV, un episodio (1962)
- The Wide Country – serie TV, episodio 1x01 (1962)
- Indirizzo permanente (77 Sunset Strip) – serie TV, episodio 5x09 (1962)
- Disneyland – serie TV, 2 episodi (1962)
- Il virginiano (The Virginian) – serie TV, episodio 1x23 (1963)
- Dakota (The Dakotas) – serie TV, episodio 1x16 (1963)
- La legge del Far West (Temple Houston) – serie TV, episodio 1x12 (1963)
- Carovane verso il west (Wagon Train) – serie TV, 4 episodi (1959-1963)
- Empire – serie TV, 2 episodi (1962-1963)
- Sotto accusa (Arrest and Trial) – serie TV, episodio 1x15 (1964)
- Viaggio in fondo al mare (Voyage to the Bottom of the Sea) – serie TV, un episodio (1965)
- Bonanza – serie TV, 4 episodi (1960-1965)
- Kronos - Sfida al passato (The Time Tunnel) – serie TV, episodio 1x14 (1966)
- The Fisher Family – serie TV, un episodio (1967)
- Le nuove avventure di Huck Finn (The New Adventures of Huckleberry Finn) – serie TV, un episodio (1968)
- Gunsmoke – serie TV, un episodio (1975)

## Doppiatori italiani
- Luigi Pavese in Giulio Cesare
- Giorgio Capecchi in Desiderio di donna
- Bruno Persa in Ventimila leghe sotto i mari
- Emilio Cigoli in L'ammazzagiganti